# Fernand Graton
Fernand Graton (* 2. Februar 1921 in Montreal; † 2. August 2000 in Brossard/Québec) war ein kanadischer Dirigent, Chorleiter und Musikpädagoge.

## Leben
Graton hatte den ersten Musikunterricht bei seiner Mutter und Violine, Klavier und Orgel bei Auguste Descarries, Georges-Émile Tanguay und Gilberte Martin. 1945 gründete er das Montreal Youth Symphony Orchestra, dessen künstlerischer Leiter er bis 1951 war. Als Stipendiat der Provinzregierung von Quebec studierte er von 1949 bis 1951 in New York Dirigieren bei Léon Barzin. Daneben besuchte er am Berkshire Music Center in Tanglewood Sommerkurse von Serge Koussevitzky, Hugh Ross und Jacques Ibert. 1951 dirigierte er beim Tanglewood Festival ein Konzert für Chor und Orchester.
Von 1950 bis 1965 leitete Graton den Chœur bleu et or (später Chœur des étudiants de l’Université de Montréal), mit dem er 1961 und 1962 in Tanglewood und vielfach mit dem Montreal Symphony Orchestra auftrat. 1957 gründete er das Amateurorchester Philharmonia. Mit den Chanteurs du Québec nahm er 1964 am Zimriya Festival in Tel Aviv teil. Von 1958 bis 1965 war er Chorleiter an der Kirche Saint-Viateur in Montreal.
Von 1950 bis 1965 unterrichtete Graton an der University of Montreal, außerdem war er Professor am Collège Saint-Laurent und am Séminaire de Sainte-Thérèse. An der École Vincent-d’Indy gab er 1960 eine Klasse für Instrumentalensemblespiel. 1964 wurde er Generalsekretär und Direktor des Conservatoire de musique du Québec. Beim Kulturministerium von Quebec arbeitete er als Berater des Generalmanagements für das Konservatorium. 1967 gründete er das Conservatoire de Hull, das er bis 1978 leitete.